# Фріц Геннінг
Фріц Геннінг (нім. Fritz Henning; 10 квітня 1917, Ерфурт — 5 грудня 2005, Нойс) — німецький офіцер-підводник, капітан-лейтенант крігсмаріне. Кавалер Німецького хреста в золоті.

## Біографія
3 квітня 1937 року вступив на флот. З 2 квітня 1939 року служив на торпедному катері «Тигр», з 2 жовтня 1939 року — в морській авіації. З 1 квітня 1940 по січень 1942 року — спостерігач 5-ї ескадрильї 196-ї групи бортової авіації. В 15 березні по 26 вересня1942 року пройшов курс підводника. З 5 жовтня 1942 року — 1-й вахтовий офіцер на підводному човні U-561. 10-14 квітня 1943 року пройшов курс кермування, з 15 квітня по 15 травня — курс командира човна, з 16 травня по 18 червня — тактичну підготовку. З 19 червня 1943 року — командир U-561. 10 липня вийшов у свій перший похід.12 липня 1943 року U-561 був потоплений в Мессінській протоці (38°16′ пн. ш. 15°39′ сх. д.) торпедою британського торпедного човна HMS MTB-81. 42 члени екіпажу загинули, 5 (включаючи Геннінга) були врятовані. В липні переданий в розпорядження 29-ї флотилії. З 8 жовтня 1943 по 24 вересня 1944 року — командир U-565, на якому здійснив 6 походів (разом 120 днів у морі), з квітня 1945 року — U-668. 9 травня 1945 року взятий в полон британськими військами. В липні 1947 року звільнений.

## Звання
- Кандидат в офіцери (3 квітня 1937)
- Морський кадет (21 вересня 1937)
- Фенріх-цур-зее (1 травня 1938)
- Оберфенріх-цур-зее (1 липня 1939)
- Лейтенант-цур-зее (1 серпня 1939)
- Оберлейтенант-цур-зее (1 вересня 1941)
- Капітан-лейтенант (1 квітня 1944)

## Нагороди
- Нагрудний знак спостерігача (28 лютого 1940)
- Залізний хрест
  - 2-го класу (1940)
  - 1-го класу (червень 1943)
- Авіаційна планка розвідника в бронзі (1940)
- Нагрудний знак підводника (16 січня 1943)
- Нагрудний знак «За поранення» в чорному (12 липня 1943)
- Німецький хрест в золоті (22 вересня 1944)
- Фронтова планка підводника в бронзі (3 листопада 1944)